# Llista d'asteroides/102401–102500
| Nom      | Designació provisional | Data de descobriment | Lloc de descobriment | Descobridor/s |
| -------- | ---------------------- | -------------------- | -------------------- | ------------- |
| 102401 - | 1999 TY169             | 10 d'octubre, 1999   | Socorro              | LINEAR        |
| 102402 - | 1999 TS171             | 10 d'octubre, 1999   | Socorro              | LINEAR        |
| 102403 - | 1999 TB172             | 10 d'octubre, 1999   | Socorro              | LINEAR        |
| 102404 - | 1999 TJ172             | 10 d'octubre, 1999   | Socorro              | LINEAR        |
| 102405 - | 1999 TP172             | 10 d'octubre, 1999   | Socorro              | LINEAR        |
| 102406 - | 1999 TR173             | 10 d'octubre, 1999   | Socorro              | LINEAR        |
| 102407 - | 1999 TW174             | 10 d'octubre, 1999   | Socorro              | LINEAR        |
| 102408 - | 1999 TM175             | 10 d'octubre, 1999   | Socorro              | LINEAR        |
| 102409 - | 1999 TN175             | 10 d'octubre, 1999   | Socorro              | LINEAR        |
| 102410 - | 1999 TS175             | 10 d'octubre, 1999   | Socorro              | LINEAR        |
| 102411 - | 1999 TB177             | 10 d'octubre, 1999   | Socorro              | LINEAR        |
| 102412 - | 1999 TZ179             | 10 d'octubre, 1999   | Socorro              | LINEAR        |
| 102413 - | 1999 TC181             | 10 d'octubre, 1999   | Socorro              | LINEAR        |
| 102414 - | 1999 TA182             | 11 d'octubre, 1999   | Socorro              | LINEAR        |
| 102415 - | 1999 TH183             | 11 d'octubre, 1999   | Socorro              | LINEAR        |
| 102416 - | 1999 TL184             | 12 d'octubre, 1999   | Socorro              | LINEAR        |
| 102417 - | 1999 TN184             | 12 d'octubre, 1999   | Socorro              | LINEAR        |
| 102418 - | 1999 TN187             | 12 d'octubre, 1999   | Socorro              | LINEAR        |
| 102419 - | 1999 TD189             | 12 d'octubre, 1999   | Socorro              | LINEAR        |
| 102420 - | 1999 TC190             | 12 d'octubre, 1999   | Socorro              | LINEAR        |
| 102421 - | 1999 TZ190             | 12 d'octubre, 1999   | Socorro              | LINEAR        |
| 102422 - | 1999 TW191             | 12 d'octubre, 1999   | Socorro              | LINEAR        |
| 102423 - | 1999 TJ192             | 12 d'octubre, 1999   | Socorro              | LINEAR        |
| 102424 - | 1999 TD194             | 12 d'octubre, 1999   | Socorro              | LINEAR        |
| 102425 - | 1999 TN194             | 12 d'octubre, 1999   | Socorro              | LINEAR        |
| 102426 - | 1999 TY196             | 12 d'octubre, 1999   | Socorro              | LINEAR        |
| 102427 - | 1999 TK200             | 12 d'octubre, 1999   | Socorro              | LINEAR        |
| 102428 - | 1999 TD201             | 13 d'octubre, 1999   | Socorro              | LINEAR        |
| 102429 - | 1999 TD202             | 13 d'octubre, 1999   | Socorro              | LINEAR        |
| 102430 - | 1999 TG204             | 13 d'octubre, 1999   | Socorro              | LINEAR        |
| 102431 - | 1999 TL205             | 13 d'octubre, 1999   | Socorro              | LINEAR        |
| 102432 - | 1999 TA207             | 14 d'octubre, 1999   | Socorro              | LINEAR        |
| 102433 - | 1999 TL209             | 14 d'octubre, 1999   | Socorro              | LINEAR        |
| 102434 - | 1999 TD210             | 14 d'octubre, 1999   | Socorro              | LINEAR        |
| 102435 - | 1999 TN210             | 14 d'octubre, 1999   | Socorro              | LINEAR        |
| 102436 - | 1999 TX211             | 15 d'octubre, 1999   | Socorro              | LINEAR        |
| 102437 - | 1999 TY212             | 15 d'octubre, 1999   | Socorro              | LINEAR        |
| 102438 - | 1999 TJ213             | 15 d'octubre, 1999   | Socorro              | LINEAR        |
| 102439 - | 1999 TQ213             | 15 d'octubre, 1999   | Socorro              | LINEAR        |
| 102440 - | 1999 TW213             | 15 d'octubre, 1999   | Socorro              | LINEAR        |
| 102441 - | 1999 TX213             | 15 d'octubre, 1999   | Socorro              | LINEAR        |
| 102442 - | 1999 TZ214             | 15 d'octubre, 1999   | Socorro              | LINEAR        |
| 102443 - | 1999 TB215             | 15 d'octubre, 1999   | Socorro              | LINEAR        |
| 102444 - | 1999 TT215             | 15 d'octubre, 1999   | Socorro              | LINEAR        |
| 102445 - | 1999 TF216             | 15 d'octubre, 1999   | Socorro              | LINEAR        |
| 102446 - | 1999 TO216             | 15 d'octubre, 1999   | Socorro              | LINEAR        |
| 102447 - | 1999 TR216             | 15 d'octubre, 1999   | Socorro              | LINEAR        |
| 102448 - | 1999 TS216             | 15 d'octubre, 1999   | Socorro              | LINEAR        |
| 102449 - | 1999 TC217             | 15 d'octubre, 1999   | Socorro              | LINEAR        |
| 102450 - | 1999 TD217             | 15 d'octubre, 1999   | Socorro              | LINEAR        |
| 102451 - | 1999 TL217             | 15 d'octubre, 1999   | Socorro              | LINEAR        |
| 102452 - | 1999 TV217             | 15 d'octubre, 1999   | Socorro              | LINEAR        |
| 102453 - | 1999 TW217             | 15 d'octubre, 1999   | Socorro              | LINEAR        |
| 102454 - | 1999 TY218             | 1 d'octubre, 1999    | Catalina             | CSS           |
| 102455 - | 1999 TU220             | 1 d'octubre, 1999    | Catalina             | CSS           |
| 102456 - | 1999 TJ221             | 2 d'octubre, 1999    | Socorro              | LINEAR        |
| 102457 - | 1999 TP221             | 2 d'octubre, 1999    | Anderson Mesa        | LONEOS        |
| 102458 - | 1999 TH225             | 2 d'octubre, 1999    | Kitt Peak            | Spacewatch    |
| 102459 - | 1999 TD226             | 2 d'octubre, 1999    | Kitt Peak            | Spacewatch    |
| 102460 - | 1999 TN226             | 3 d'octubre, 1999    | Kitt Peak            | Spacewatch    |
| 102461 - | 1999 TG227             | 1 d'octubre, 1999    | Anderson Mesa        | LONEOS        |
| 102462 - | 1999 TE229             | 4 d'octubre, 1999    | Anderson Mesa        | LONEOS        |
| 102463 - | 1999 TD230             | 3 d'octubre, 1999    | Anderson Mesa        | LONEOS        |
| 102464 - | 1999 TG230             | 3 d'octubre, 1999    | Anderson Mesa        | LONEOS        |
| 102465 - | 1999 TB231             | 5 d'octubre, 1999    | Catalina             | CSS           |
| 102466 - | 1999 TW232             | 6 d'octubre, 1999    | Socorro              | LINEAR        |
| 102467 - | 1999 TA233             | 7 d'octubre, 1999    | Catalina             | CSS           |
| 102468 - | 1999 TV234             | 3 d'octubre, 1999    | Catalina             | CSS           |
| 102469 - | 1999 TC237             | 3 d'octubre, 1999    | Catalina             | CSS           |
| 102470 - | 1999 TQ239             | 4 d'octubre, 1999    | Catalina             | CSS           |
| 102471 - | 1999 TN241             | 4 d'octubre, 1999    | Catalina             | CSS           |
| 102472 - | 1999 TT242             | 4 d'octubre, 1999    | Catalina             | CSS           |
| 102473 - | 1999 TW244             | 7 d'octubre, 1999    | Catalina             | CSS           |
| 102474 - | 1999 TZ245             | 7 d'octubre, 1999    | Catalina             | CSS           |
| 102475 - | 1999 TA246             | 7 d'octubre, 1999    | Catalina             | CSS           |
| 102476 - | 1999 TC246             | 8 d'octubre, 1999    | Catalina             | CSS           |
| 102477 - | 1999 TQ247             | 8 d'octubre, 1999    | Catalina             | CSS           |
| 102478 - | 1999 TN248             | 8 d'octubre, 1999    | Catalina             | CSS           |
| 102479 - | 1999 TQ250             | 9 d'octubre, 1999    | Catalina             | CSS           |
| 102480 - | 1999 TW250             | 9 d'octubre, 1999    | Catalina             | CSS           |
| 102481 - | 1999 TG252             | 8 d'octubre, 1999    | Socorro              | LINEAR        |
| 102482 - | 1999 TH252             | 8 d'octubre, 1999    | Socorro              | LINEAR        |
| 102483 - | 1999 TA253             | 9 d'octubre, 1999    | Socorro              | LINEAR        |
| 102484 - | 1999 TU256             | 9 d'octubre, 1999    | Socorro              | LINEAR        |
| 102485 - | 1999 TQ258             | 9 d'octubre, 1999    | Socorro              | LINEAR        |
| 102486 - | 1999 TY258             | 9 d'octubre, 1999    | Socorro              | LINEAR        |
| 102487 - | 1999 TF260             | 10 d'octubre, 1999   | Kitt Peak            | Spacewatch    |
| 102488 - | 1999 TU260             | 12 d'octubre, 1999   | Socorro              | LINEAR        |
| 102489 - | 1999 TC262             | 13 d'octubre, 1999   | Socorro              | LINEAR        |
| 102490 - | 1999 TD264             | 15 d'octubre, 1999   | Kitt Peak            | Spacewatch    |
| 102491 - | 1999 TK264             | 15 d'octubre, 1999   | Kitt Peak            | Spacewatch    |
| 102492 - | 1999 TG265             | 3 d'octubre, 1999    | Socorro              | LINEAR        |
| 102493 - | 1999 TW265             | 3 d'octubre, 1999    | Socorro              | LINEAR        |
| 102494 - | 1999 TQ273             | 5 d'octubre, 1999    | Socorro              | LINEAR        |
| 102495 - | 1999 TH274             | 6 d'octubre, 1999    | Socorro              | LINEAR        |
| 102496 - | 1999 TT277             | 6 d'octubre, 1999    | Socorro              | LINEAR        |
| 102497 - | 1999 TY278             | 6 d'octubre, 1999    | Socorro              | LINEAR        |
| 102498 - | 1999 TQ280             | 8 d'octubre, 1999    | Socorro              | LINEAR        |
| 102499 - | 1999 TD282             | 8 d'octubre, 1999    | Socorro              | LINEAR        |
| 102500 - | 1999 TG283             | 9 d'octubre, 1999    | Socorro              | LINEAR        |